# Levon Davidian
Pour les articles homonymes, voir Davidian.
Levon Davidian (également orthographié Léon Davidian), (arménien : ԼԵՒՈՆ ԴԱՒԹԵԱՆ; persan : لئون داویدیان), né le 24 mars 1944 à Téhéran et mort le 15 juillet 2009 à Janat-Abad (province de Qazvin), est un homme politique iranien d'origine arménienne, par ailleurs psychiatre et professeur d'université.
Il a été, de 2000 à 2004, l'un des députés iraniens représentant la minorité religieuse des chrétiens arméniens au parlement iranien. Il figurait parmi les victimes de l'écrasement de la Caspian Airlines en 2009 qui n'a laissé aucun survivant.